# Folkfronten (förening)

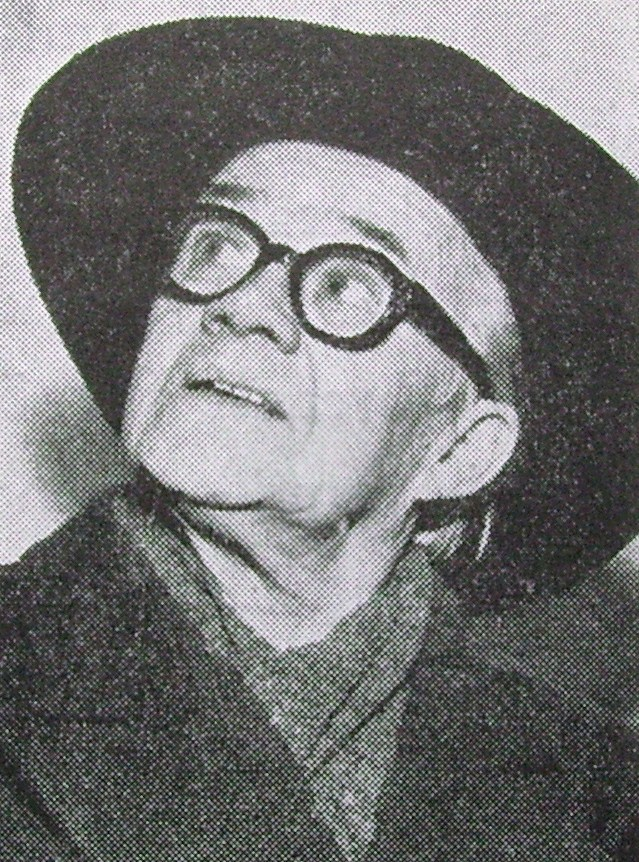
Einar "Texas" Ljungberg, var ordförande i Folkfronten under dess existens 1936-38

Folkfronten var en svensk antirasistisk organisation mellan 1936 och 1938. Organisationen riktade särskilt in sig på motstånd mot samtida nazistiska och fascistiska idéer och politik. Initiativ till bildandet av Folkfronten kom från ledande medlemmar i arbetarnas nykterhetsorganisation Verdandi, troligen var Wilma Anderssons - ordförande i loge nr 1 av Verdandi - man Martin Andersson den huvudsakliga initiativtagaren till organisationen. Vid grundandet av Folkfronten valdes Verdandis riksordförande Einar Ljungberg till ordförande. Föreningen ersattes 1938 - åtminstone delvis - av den nybildade föreningen Antifascistisk samling.

## Bakgrund
I likhet med bildandet av föreningen Kulturfront låg den kommunistiska tanken om en enad folkfront bakom grundandet av Folkfronten, en tanke som dock kom att bli mer betydande inom Folkfronten än vad den var i föreningen Kulturfront. Medlemmarna i Folkfronten hade politiska kopplingar till såväl kommunismen som kopplingar till socialdemokraterna och kom huvudsakligen från Verdandi. Syftet var dock inte att ta medlemmar från existerande politiska partier och föreningen ansåg sig vara partipolitiskt obunden.

## Syfte och metod
Syftet med Folkfronten var att etablera en massrörelse bestående av lokalföreningar och samordnade av en rikskommitté. Den första avdelningen (och enda) som uppstod var avdelning nr 1 i Göteborg. Föreningens syfte uppgavs vara att avslöja nazismens och fascismens del i den samtida militariseringen av olika länder, samt deras roll i hat och hets mot olika folkgrupper.
Folkfronten arbetade med antifascistisk upplysning och övervakning av fascistiska aktiviteter. Från augusti 1936 gav föreningen ut en tidning med samma namn: Folkfronten. Chefredaktör och ansvarig utgivare på tidningen var föreningens initiativtagare Martin Andersson. Tidningen fick stöd av olika välbärgade företagare, bland annat fick tidningen sannolikt stöd av bankiren Olof Aschberg. Tidningen bestod till stor del av bilder från det spanska inbördeskriget och den alltmer allvarliga situationen för judar i Nazityskland. Man förespråkade även en syn på Sovjetunionen som en global fredsaktör.
Organisationen ville ena arbetarrörelsen mot den samtida rasismen, samtidigt som Folkfronten inte öppet förespråkade en enad arbetarrörelse. Målet om en enad rörelse nämndes därmed inte i stadgarna. En anledning till detta var socialdemokraternas skeptiska attityd gentemot Folkfronten, som fanns redan från start och utvecklades snabbt till rent motstånd. Socialdemokraternas partistyrelse beslutade att ange Folkfronten som en icke-önskvärd förening och i nr 4 av partiets tidning SAP-information från 1936 varnades medlemmar från att engagera sig i den nybildade organisationen. Det öppna motståndet från det socialdemokratiska partiet ledde till att Folkfronten tydligare propagerade för en enad arbetarrörelse i sin tidning under 1937.

## Avveckling
Under 1938 ebbade aktiviteten i Folkfronten ut. Det sista tidningsnumret gavs ut i mars 1938 och mot hösten avvecklades de sista delarna av föreningen, som hade kommit att dra på sig betydande skulder. Avvecklingen berodde delvis på de försök att samla antirasistiska krafter i den nybildade föreningen Antifascistisk samling. Martin Andersson i Folkfronten överlät föreningens expeditionslokal på Torsgatan 2 (i tidningen Social-Demokratens hus) till nybildade Antifascistisk samling.